# Eclissi solare del 25 novembre 2030
L'eclissi solare del 25 novembre 2030 è un evento astronomico che avrà luogo il suddetto giorno attorno alle ore 6:51 UTC.